# 크레인 윌버

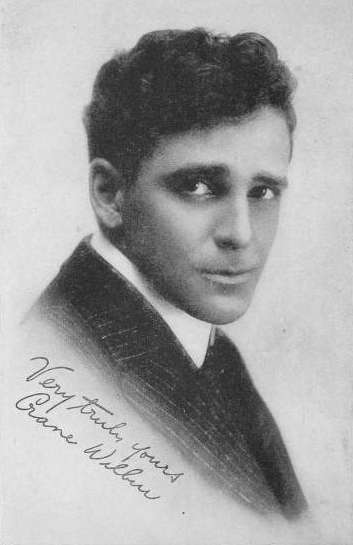

크레인 윌버(Crane Wilbur, 1886년 11월 17일 ~ 1973년 10월 18일)는 미국의 영화 감독, 각본가, 극작가, 배우, 영화배우, 연극 배우이다.

## 영화
- 미스티어리어스 아일랜드 (1961년)
- 솔로몬과 시바의 여왕 (1959년)
- 피닉스 시티 스토리 (1955년)
- 밀랍의 집 (1953년)
- 파티마의 기적 (1952년)
- 히 워키드 바이 나이트 (1948년)
- 더 데블 호스백 (1936년)
- 로드 바이론 오브 브로드웨이 (1930년)
- 칠드런 오브 프레져 (1930년)
- 이츠 어 그레이트 라이프 (1929년)
- 폴라인의 모험 (1914년)